# Cymatosyrinx johnsoni
Cymatosyrinx johnsoni is een slakkensoort uit de familie van de Drilliidae. De wetenschappelijke naam van de soort is voor het eerst geldig gepubliceerd in 1903 door Arnold.